# Tacande
Tacande é um vulcão na ilha de La Palma, nas Canárias.
A erupção deste vulcão ocorreu na parte superior do Vale de Aridane, entre 1470 e 1492, antes da chegada dos europeus à ilha. Os aborígenes atribuíram-lhe o nome Tacande, significando, em língua aborígene, "montanha queimada", devido à sua cor negra.